# Yolanda Díaz Pérez
Yolanda Díaz Pérez   (Fene, 6 de maig de 1971) és una política gallega, ministra de Treball i Economia Social del govern d'Espanya des de gener de 2020 i vicepresidenta del govern des de març de 2021, inicialment vicepresidenta tercera i, des del 12 de juliol, vicepresidenta segona. Va repetir al càrrec després de les eleccions generals de 2023.

## Formació
Llicenciada en Dret per la Universitat de Santiago de Compostel·la, ha cursat un curs superior en Relacions Laborals, un curs en direcció de personal i recursos humans i un curs en Dret urbanístic i Ordenació del territori. També ha cursat formació complementària en Seguretat Social, contractació laboral, administració i poder polític i sobre gènere.

## Activitat professional
Ha exercit professionalment com a advocada laboralista, i ha tingut el seu propi bufet fins al 2012, en què s'incorporà com a diputada al Parlament gallec.

## Activitat política
Des de ben petita, la seva infantesa va estar fortament polititzada. El seu pare, Xosé Díaz, va ser un històric sindicalista gallec, coordinador de C.C.O.O.
Va accedir a la coordinació general d'Esquerra Unida-Izquierda Unida (EU-IU) l'any 2005, sent la candidata de la formació a la Presidència de la Xunta de Galícia a les eleccions d'aquell mateix any obté 12.419 vots (0,75%), tot convertint-se així en la quarta força política de Galícia.
A les eleccions municipals de 2007, fou la cap de llista del partit per a l'Ajuntament de Ferrol, un dels indrets de tota Galícia on EU-IU obté millors percentatges de vot. En aquests comicis va obtenir 5.203 vots (14,19%) que es traduïren en quatre regidors. Després de formalitzar un acord per a un govern de coalició amb el PSdeG-PSOE, i rebre el candidat socialista al consistori, Vicente Irisarri, el suport també del Bloc Nacionalista Gallec, es constituí un govern municipal presidit per Irisarri amb Yolanda Díaz com a primera tinent d'alcalde. Això no obstant, la coalició es trencà l'octubre de 2008 i Díaz romangué com a portaveu del seu grup.
Díaz donà suport a la candidatura de Cayo Lara a la Coordinació General d'Esquerda Unida a la IX Assemblea, sent des del desembre de 2008, responsable de la Secretaria de Polítiques Socials dins de la Comissió Executiva d'EU.
Fou la candidata d'Esquerda Unida a la Presidència de la Xunta a les Eleccions Autonòmiques de 2009, assolint una davallada de vots que convertí la formació en la sisena força electoral, amb 16.441 vots (0,99%) sense aconseguir representació.
Va encapçalar la llista de candidats d'Esquerda Unida de cara a les Eleccions al Parlament de Galícia de 2012, celebrades el 21 d'octubre de 2012. Una candidatura en la qual finalment Esquerda Unida va formar coalició amb Anova-Irmandade Nacionalista, Espazo Ecosocialista Galego i Equo-Galícia, constituint una llista única anomenada Alternativa Galega de Esquerda (AGE), que va aconseguir 9 diputats i ocupant la viceportavocia del grup al Parlament de Galícia, fins a les eleccions generals de 2015, quan la coalició electoral espanyola d'àmbit gallec denominada En Marea, i formada per Podemos, Anova i Esquerda Unida, així com diferents aliances i agrupacions ciutadanes que van obtenir èxit en les eleccions municipals de maig de 2015 (Marea Atlántica, Compostela Aberta y Ferrol en Común), obté 6 diputats, incorporant Yolanda Díaz com a nº 2 per la província de la Corunya. Aquesta coalició va ser formada al novembre de 2015 per competir en les eleccions generals del 20 de desembre, tot i la posició en contra de gran part de la militància d'Esquerda Unida. Com a part de l'acord entre els partits, la coalició va aparèixer en les paperetes amb el nom En Marea (Podem-A Marea-Anova-EU). Tot i que la intenció era constituir-se com a grup propi al Congrés, finalment, i davant la reiterada negativa de la Taula de Congrés a reconèixer el dret a grup propi, van acabar per integrar-se al grup parlamentari de Podem, que es va constituir com a grup confederal. En Marea va estar en igualtat de condicions amb l'agrupació parlamentària catalana i valenciana: portaveus propis, agenda i maneig dels recursos propis i autonomia política.

### Ministra, Vicepresidenta i moviment Sumar
A les eleccions generals espanyoles de novembre de 2019, Podem va formar la coalició Unides Podem amb Esquerra Unida, i gràcies al Pacte dels Sis, la coalició i el PSOE van poder formar el primer govern de coalició des de la Segona República Espanyola, encapçalat per Pedro Sánchez amb Yolanda Díaz, que va abandonar en octubre la militància en Esquerra Unida per discrepàncies amb les fracassades negociacions amb el PSOE després de les eleccions generals espanyoles d'abril de 2019, que van conduir a la repetició electoral, com a ministre de Treball, Migracions i Seguretat Social. Fou nomenada vicepresidenta tercera del govern per a la XIV Legislatura Espanyola encapçalat pel socialista Pedro Sánchez del 31 de març al 12 juliol de 2021.
El 31 de maig de 2023, després que s'anunciés l'avançament electoral a Espanya, es va registrar el Moviment Sumar com a partit polític al registre del Ministeri d'Interior d'Espanya, amb un acord per a anar junts en la coalició Sumar a les eleccions amb Podem, Esquerra Unida, Catalunya en Comú, Compromís, Més per Menorca, Més per Mallorca, Verdes Equo, Chunta Aragonesista, Més País, Més Madrid, Batzarre, Projecte Drago, Izquierda Asturiana i Iniciativa del Poble Andalús, i Diaz com a candidata a la presidència del govern. En el nou govern de coalició encapçalat per Pedro Sánchez per a la XV Legislatura Espanyola va passar a ser vicepresidenta. Després que a les eleccions al Parlament Europeu de 2024 la coalició Sumar va quedar frec a frec amb Podem a tot l'Estat, obtenint tres escons, el 10 de juny Yolanda Diaz va presentar la dimissió com a líder de Sumar.